# Abbazia di Söflingen

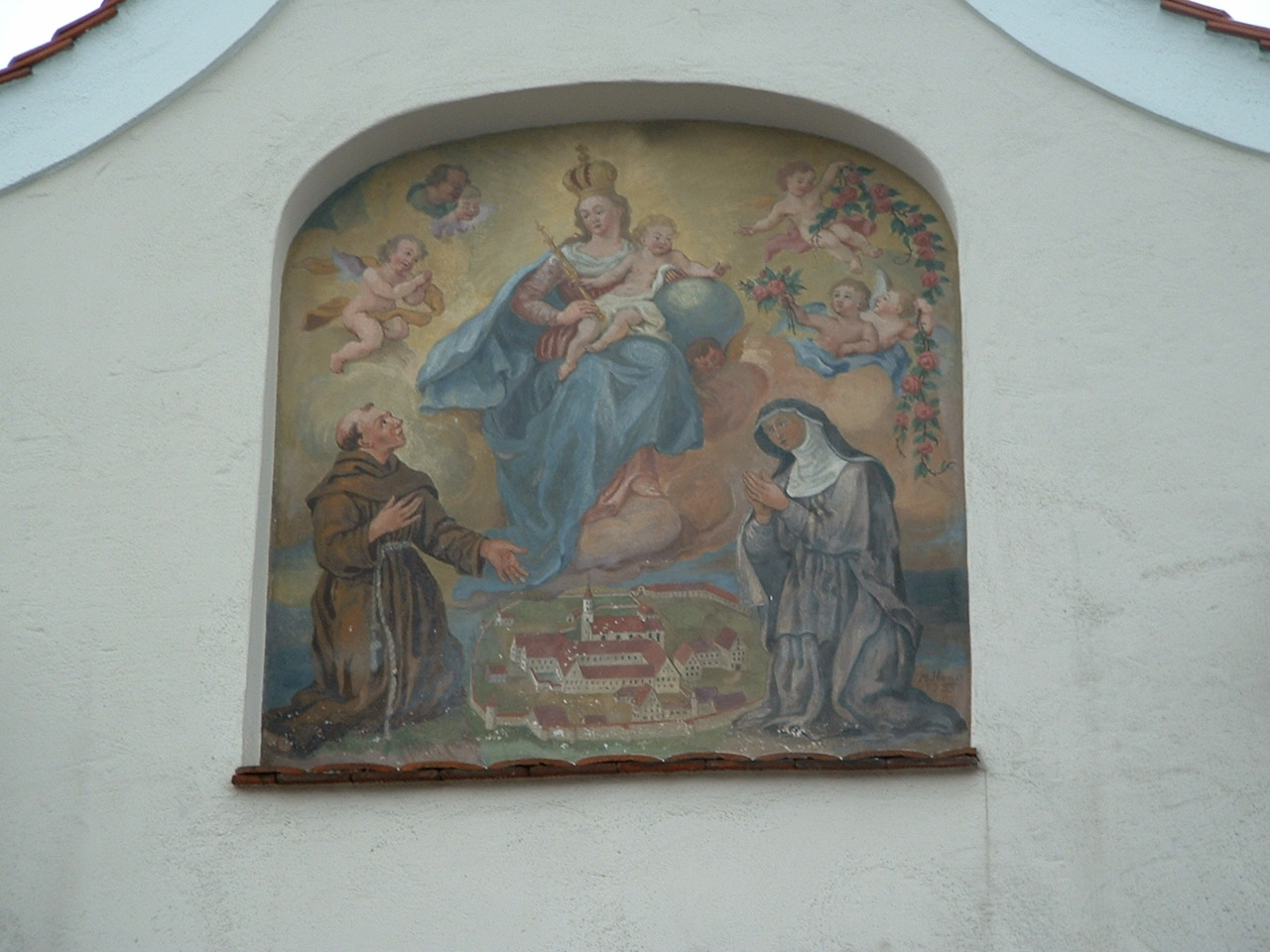
Un dipinto murario sul cancello dell'abbazia risalente al XVIII secolo

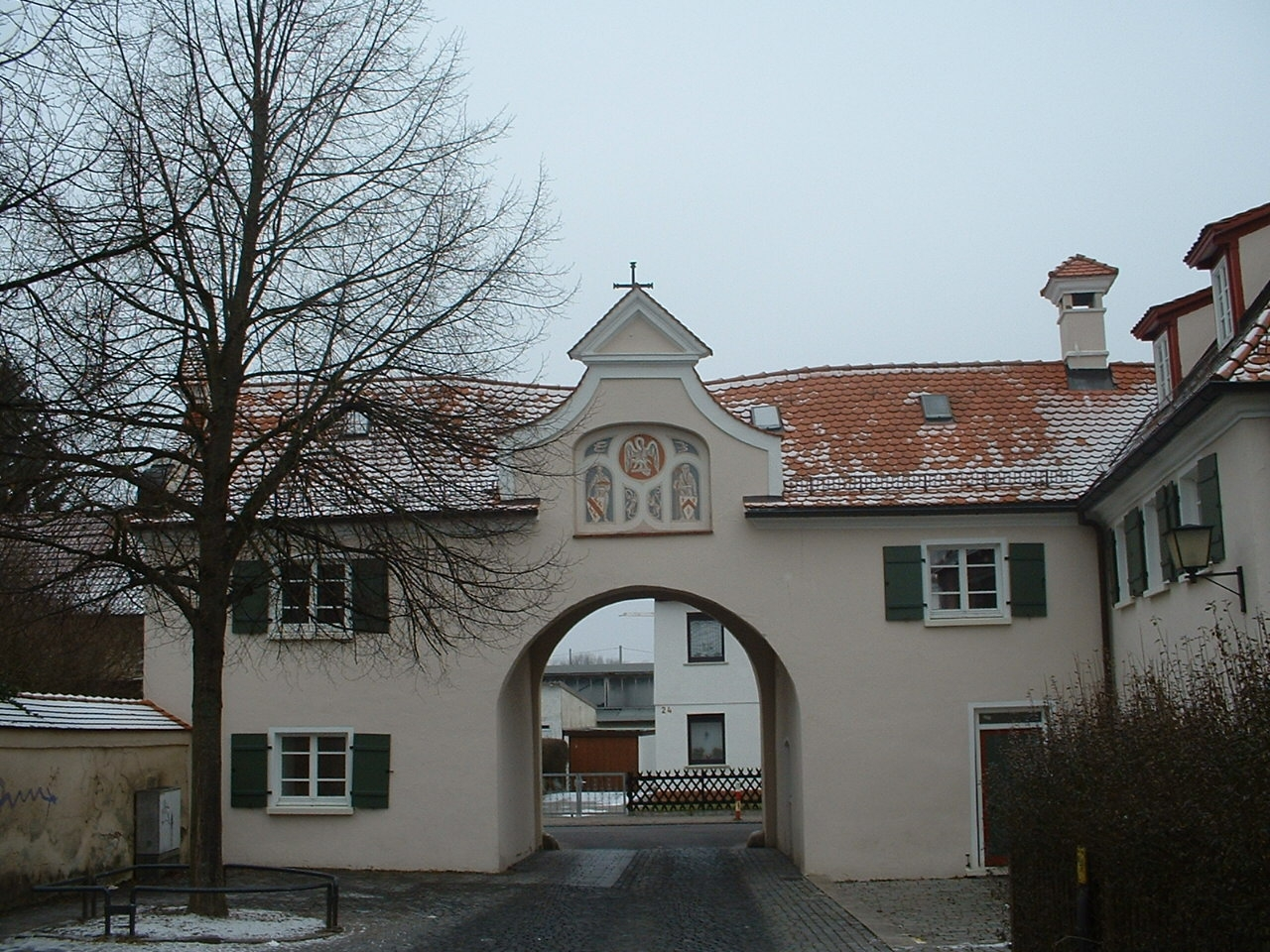
Il cancello dell'abbazia

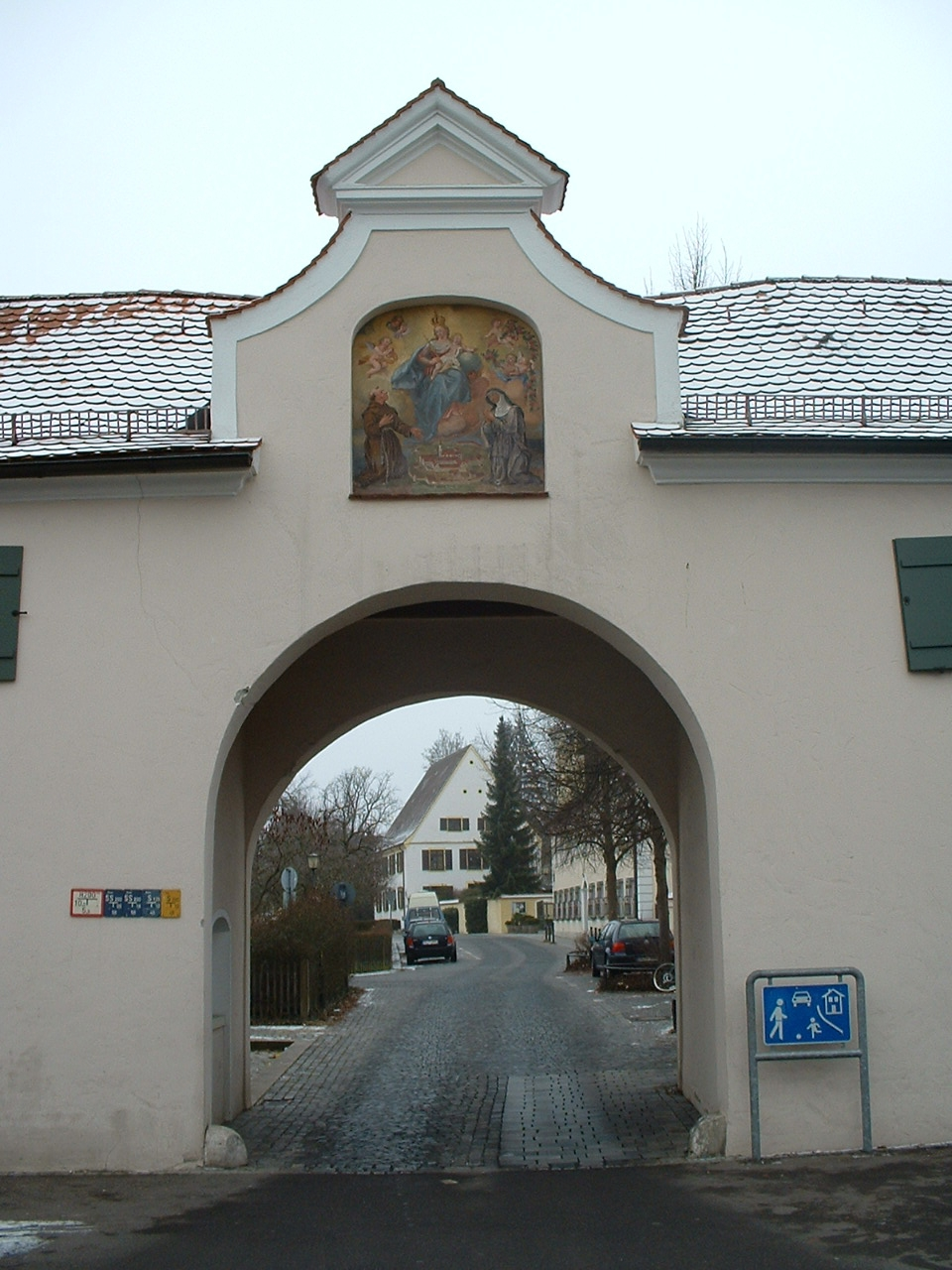
Particolare del portale

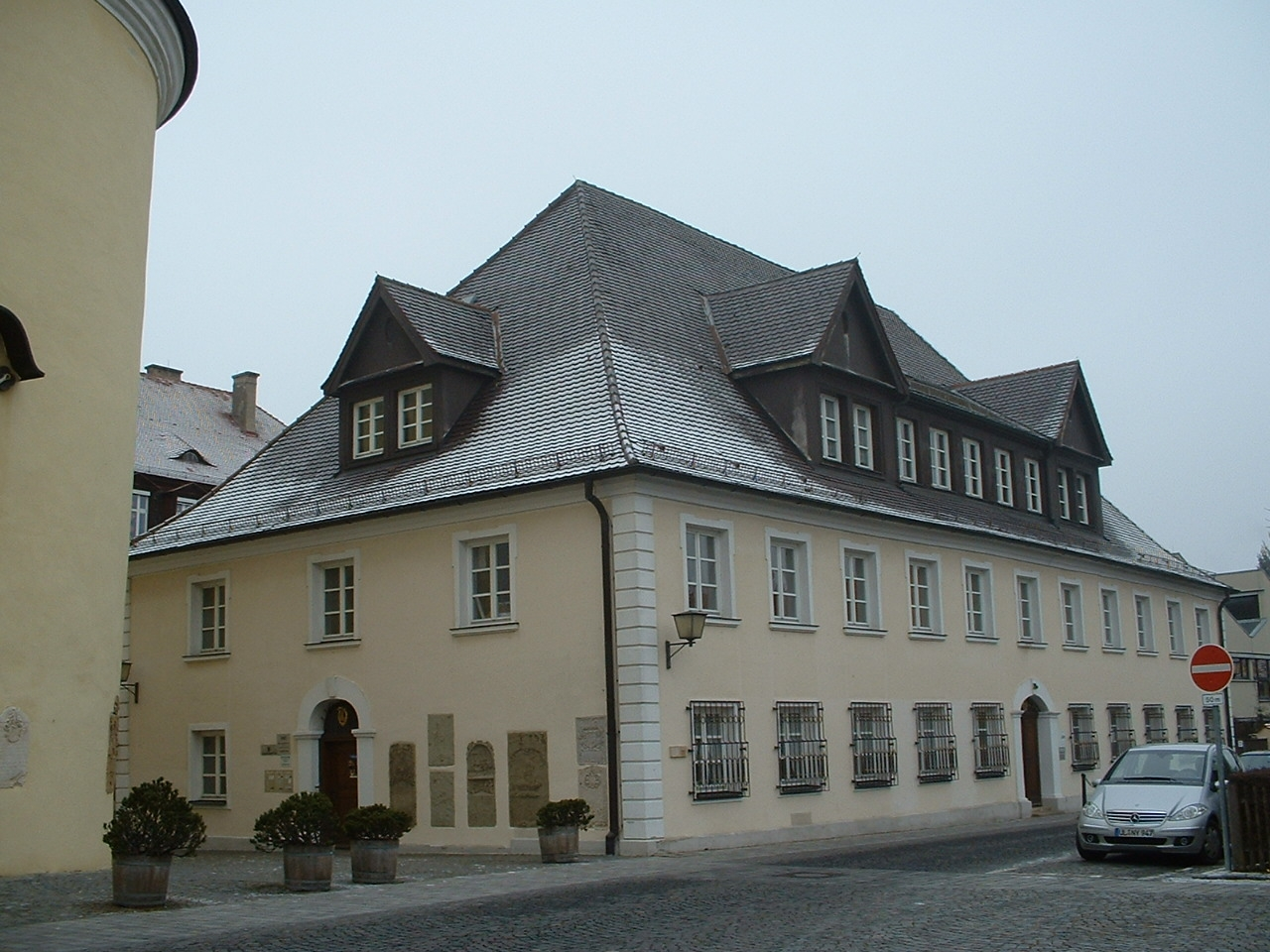
Le strutture dell'abbazia

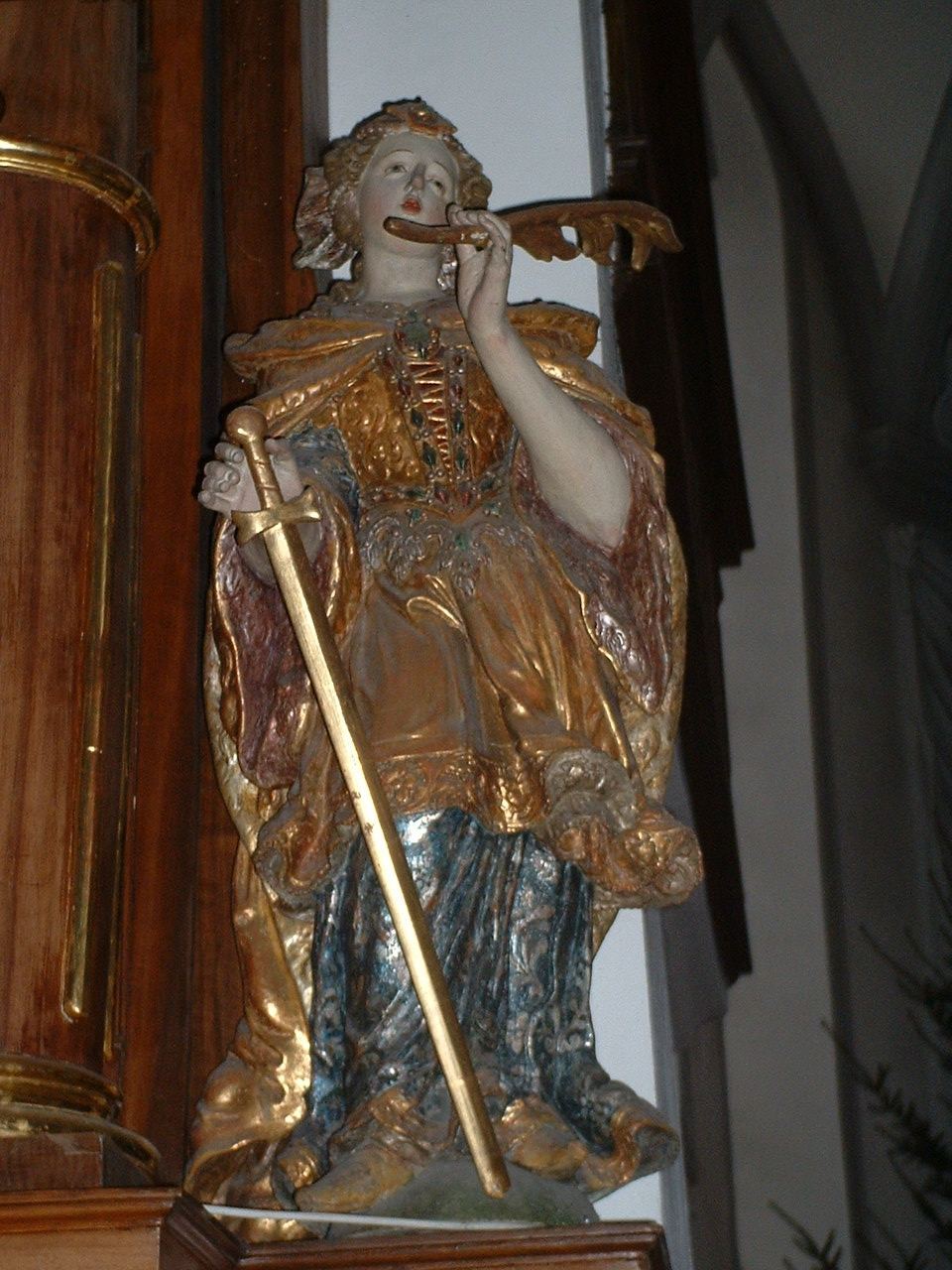
Statua all'interno della chiesa abbaziale

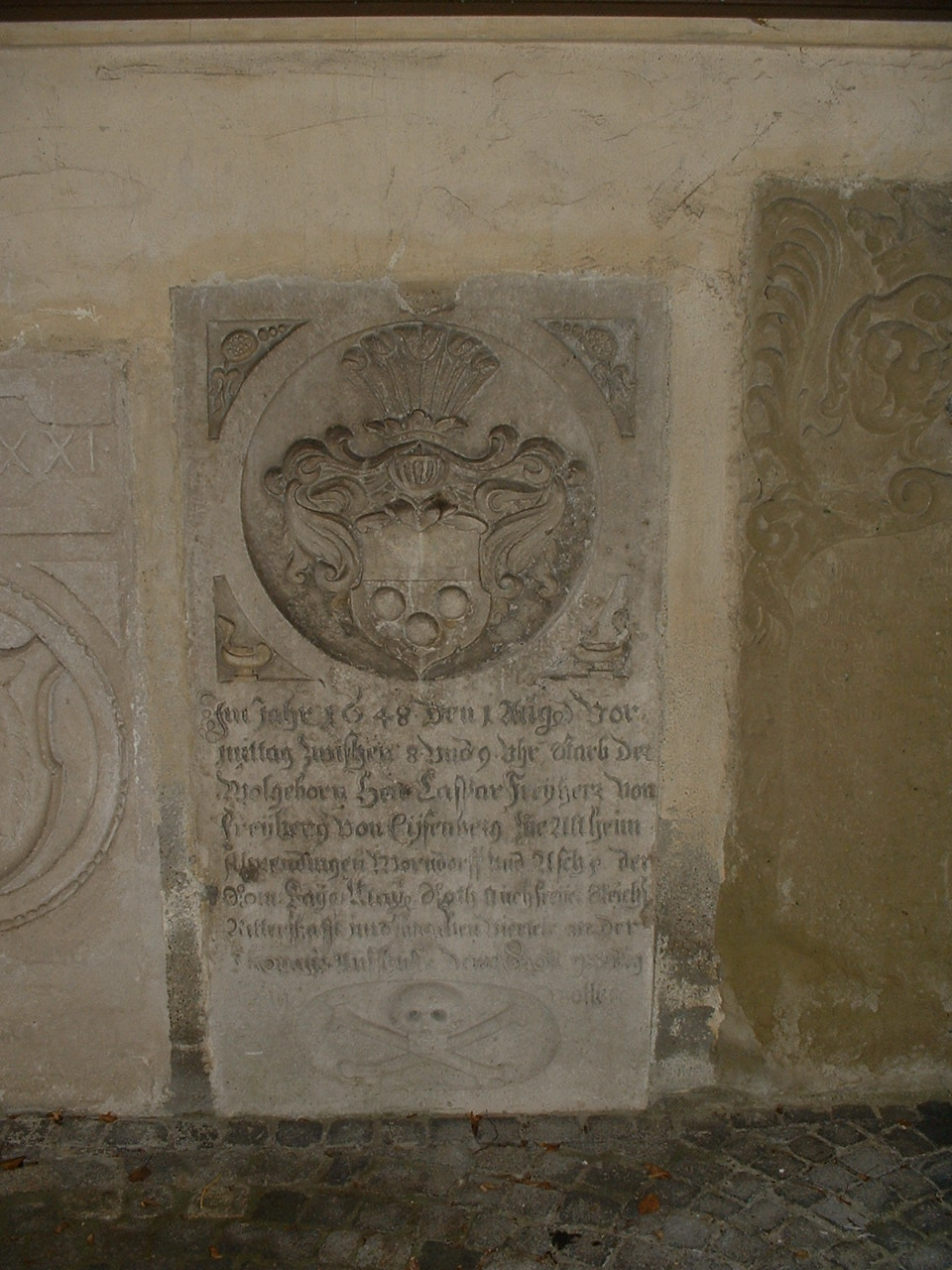
Tomba nell'abbazia

L'abbazia di Söflingen fu un convento femminile delle clarisse di San Francesco situato presso il villaggio di Söflingen, oggi parte della città di Ulma nel Baden-Württemberg, in Germania. Esso è il più antico monastero della Germania ed anche uno dei più influenti.

## Storia
L'abbazia di Söflingen ebbe origine dalla congregazione femminile francescana ed acquistò i diritti inizialmente su tre fattorie presso il Danubio presso Ulma, venendo menzionata per la prima volta come istituzione stabile nel 1237.
Presto la sistemazione originaria divenne inadeguata per sostenere il sempre crescente numero di monache presenti nell'abbazia. Peraltro si stabilì che la posizione presso il Danubio era troppo vulnerabile ai continui contrasti con l'Imperatore Federico II e prima del 1253 si decise di spostare la congregazione a Söflingen.
Tra il 1254 ed il 1259 Hailwigis (Hedwig) venne menzionata come prima badessa del monastero. Allo stesso tempo, nel 1252, le monache di Söflingen e di Ulma vennero inviate a fondare il convento di Pfullingen (sempre presso Ulma). Il trasferimento a Söflingen venne attivamente promosso dalla contessa Willibirgis di Helfenstein, membro di una nobile famiglia di Dillingen e finalmente, il 13 gennaio 1258, il conte Hartmann IV di Dillingen firmò un documento di donazione di queste terre di sua proprietà a favore del convento.

## Lo sviluppo dell'abbazia
Dopo aver accettato la regola di San Francesco d'Assisi, le monache accettarono anche l'emendamento di papa Innocenzo IV e quello di papa Urbano IV (1261-1264) che ponevano il loro patrocinio sull'area. Questo fatto venne anche confermato da una serie di privilegi concessi all'abbazia dai pontefici Innocenzo IV e Alessandro IV (1254-1261), il quale, nello specifico, esentò tale congregazione dal pagamento delle tasse alla Santa Sede in quanto la congregazione deteneva la prerogativa di "ordine povero". Papa Niccolò III (1277-1280) estese la protezione pontificia a tutti i soggetti ed a tutte le proprietà dell'abbazia di Söflingen. Infine, papa Giovanni XXII (1316-1334) nominò esplicitamente il vescovo di Costanza quale protettore del monastero.
La protezione secolare pervenne al monastero attraverso l'imperatore Corrado IV di Svevia il quale la garantì attraverso i conti di Dillingen. Nel 1356, l'imperatore Carlo IV pose l'abbazia sotto la protezione secolare della città imperiale di Ulma, ma le confermò molti privilegi specifici nel 1368.
Durante il medioevo l'abbazia esercitò la propria sovranità anche su molti altri paesi vicini quali Gomaringen presso Tubinga e, trascendendo i confini del vescovato di Costanza, anche nella diocesi di Augusta. Dal 1239 l'abbazia di Söflingen ottenne i vigneti di Neuffen e successivamente anche quelli di Heimbach, Beutelsbach, Großheppach, Schnait (tutti presso Weinstadt) ed a Stoccarda. Con l'acquisizione della locale fortezza, la maggior parte dei villaggi dell'area ricaddero dal 1270 sotto la sovranità abbaziale. Dal 1392 l'abbazia di Söflingen vide però la propria autorità venire sempre meno a vantaggio dei suoi potenti vicini.
Nel XV secolo, una eco del misticismo medioevale caratterizzò la vita spirituale del monastero, con la composizione di due canzoni Söflinger Briefe e  Söflinger Lieder, le quali portarono ad una controtendenza alla spiritualizzazione della poesia di stampo religioso verso il tema della pietà, in particolare perseguita dalla badessa Abbess Christina Strölin (1469-1484) e successivamente dalla badessa Elisabeth Reichner (1484-1508/13), che fu invece fautrice della riforma protestante e la ricostruzione dell'abbazia sotto quest'ultima, allorché non solo gli edifici ecclesiastici furono ricostruiti o ristrutturati, ma venne anche eretto un muro che circondava il monastero.
Durante la riforma protestante l'abbazia di Söflingen entrò in conflitto con la città di Ulma, che aveva accettato il protestantesimo nel 1529. L'abbazia, ovviamente, fu un caposaldo del cattolicesimo, preservando la propria indipendenza. Le monache vennero inoltre sostenute dall'Imperatore Carlo V che proibì ad Ulma di abusare dei diritti di protezione sull'abbazia, ribadendo ai vescovi di Augusta e Costanza di rimanere quali protettori dell'abbazia, mentre la città proibì ai propri cittadini di ascoltare messa nell'abbazia.
Nel 1537 Ulma tentò d'installare una badessa protestante a Söflingen, ma senza successo.
D'altro canto l'abbazia tentò di liberarsi della protezione della città di Ulma, ottenendo per i meriti acquisiti anche un seggio al Reichstag.
Fu questo insieme di fatti che, durante la guerra dei trent'anni, fecero sì che l'abbazia venisse saccheggiata dalle truppe protestanti che combattevano contro la Lega cattolica. Nel 1628 le truppe svedesi la saccheggiarono e tra il 1643 ed il 1647 furono sempre gli svedesi ad utilizzare il monastero come loro base militare permanente nell'area. Nuovamente Söflingen venne utilizzata come quartier generale dalle truppe durante il XVIII secolo, dapprima nella guerra di successione spagnola da Massimiliano II Emanuele di Baviera e tra il 1701 ed il 1704 fu sede del comando di John Churchill, I duca di Marlborough.
Alla fine degli scontri nel 1648, sotto il governo delle badesse Euphrosinia Rampf (1684-1687), Kleopha Veeser (1687) e Angela Gräfin Slawata (1687-1701) la chiesa abbaziale venne ricostruita in stile barocco, sotto la supervisione dell'architetto Kaspar Feichtmayr di Wessobrunn.
Nel XVIII secolo l'abbazia di Söflingen detenne il governo di Söflingen, Harthausen e Schaffelkingen (oggi tutte parti della città di Ulma) e parte dei villaggi di Bettingen, Burlafingen e Eckingen, oltre ad altri diritti di tassazione su piccoli agglomerati di case. Nel 1773 l'abbazia rinunciò ai propri diritti su Mähringen, Lehr, Jungingen, Breitingen, Holzkirch, Lonsee, Langenau, Weidenstetten, Söglingen e Bermaringen. In cambio di questo, la città di Ulma avrebbe rinunciato a concedere la propria protezione all'abbazia rendendola completamente indipendente e il convento stesso ottenne lo status di abbazia imperiale.

## La dissoluzione
Durante la mediatizzazione degli stati ecclesiastici tedeschi, il territorio di Söflingen comprendeva 4000 anime e passò interamente al governo bavarese, il quale concesse alle monache di rimanere sino al 1809, anche se la vita monastica cessò del tutto solo nel 1814 quando le strutture vennero convertite in un ospedale militare. Gran parte delle strutture vennero quindi vendute e ristrutturate da privati mentre la chiesa abbaziale divenne la parrocchia della città di Söflingen.